# Eriocaulon papuanum
Eriocaulon papuanum är en gräsväxtart som beskrevs av Pieter van Royen. Eriocaulon papuanum ingår i släktet Eriocaulon och familjen Eriocaulaceae. Inga underarter finns listade i Catalogue of Life.